# Paula Maxa
Marie-Thérèse Beau, conocida artísticamente como Paula Maxa (7 de diciembre de 1898 – 23 de septiembre de 1970), fue una actriz de cine y teatro y vedette francesa conocida por sus papeles de mujer asesinada, que representó principalmente en obras del Teatro del Grand Guignol entre 1917 y 1933.

## Trayectoria
Maxa nació el 7 de diciembre de 1898. Fue apodada la "Sarah Bernhardt del callejón sin salida" y "la mujer más asesinada del mundo" por interpretar en 358 ocasiones a mujeres que eran asesinadas en el cine mudo.
Era considerada para este tipo de papeles por el valor que los directores de cine de la época daban a su habilidad para simular el pánico y la histeria en el momento del asesinato, con gritos mudos de terror y gestos excesivos, y sus ojos saltones.
A principios de la década de 1930, Maxa se convirtió en la actriz principal del Grand Guignol Theatre del distrito parisino de Pigalle, creado por Oscar Méténier en 1897 sobre un convento de arquitectura neogótica, considerado un templo de lo grotesco y macabro que llegó a inspirar cine de terror de serie B. En su escenario, Maxa representó durante dos décadas papeles en los que fue asesinada más de 10 000 veces además de interpretar escenas de violación en al menos 3 000 ocasiones. Actuó en casi todas las obras de este teatro junto con el actor francés Georges Paulais, conocido por su capacidad para representar un amplio registro de emociones así como de transmitir la monstruosidad interior de sus personajes, que podían ser tanto víctimas como villanos.
En total, Maxa llegó a representar sobre las tablas el asesinato de sus personajes en hasta 30 000 ocasiones de más de 60 maneras diferentes, que iban desde el estrangulamiento o la guillotina, pasando por su envenenamiento, crucifixión, desmembramiento, apuñalamiento, e, incluso, siendo quemada, destripada o canibalizada en escena. Ante su encasillamiento en este tipo de papeles, al final de su carrera Maxa decidió no interpretar a más víctimas y cambiar el registro a la comedia teatral. Además, en 1933, se convirtió en la directora del Théâtre du Vice et de la Vertu  de la rue de la Fontaine de París.
Maxa, que fue repudiada por su familia, falleció el 23 de septiembre de 1970 siendo enterrada en una fosa común.

## En el cine
En 2018, Netflix presentó el largometraje La Femme la plus assassinée du monde de Frank Ribière, inspirado en el personaje de la propia Paula Maxa a la que dio vida la actriz francesa Anna Mouglalis. También participaron en la película los actores Niels Schneider, André Wilms, Michel Fau y Jean-Michel Balthazar.